# Терентьев, Фёдор Михайлович
Фёдор Миха́йлович Тере́нтьев (4 октября 1925, Паданы, Автономная Карельская ССР — 20 января 1963, Ленинград) — советский лыжник, чемпион зимних Олимпийских игр (1956), Заслуженный мастер спорта СССР (1956).

## Биография
Родился в крестьянской семье. Карел по национальности.
Отец — Михаил Михайлович Тероев (в советское время изменил фамилию на Терентьев), мать — Евдокия Фёдоровна (девичья фамилия — Потапова). Был седьмым ребёнком в многодетной семье (всего там было девять детей). В школе увлёкся спортом. В 1941 году семья Терентьевых оказалась на оккупированной территории.
После освобождения Падан в 1944 году был призван в РККА. Служил на Карельском фронте, рядовой, стрелок 279-го стрелкового полка.
В 1946 году на V народном лыжном празднике в Петрозаводске Фёдор Терентьев выступал за команду Беломорского военного округа, выиграв гонки на 20, 30 и 50 км. Тогда же он стал чемпионом Мурманской области по лыжным гонкам и выиграл первенство по лыжам на «Празднике Севера». В 1947 и 1948 годах стал абсолютным чемпионом на VI и VII народных лыжных праздниках Карело-Финской ССР, на VIII лыжном празднике в 1949 году стал чемпионом в гонках на 10 и 18 км.
В 1949 году Фёдор Терентьев был переведён в Москву и стал выступать за команду ЦСКА. В зимнем сезоне 1950 года, выступая за армейскую команду, завоевал серебряную медаль на первенстве СССР в эстафете 4×10 км. В зимнем сезоне 1951 года он занял третьи места в гонках на 18 и 30 км, и первое место в составе команды «Москва-1» в эстафете 4×10 км. В 1954 году он впервые в истории победил во всех трёх индивидуальных гонках чемпионата СССР, в этом же году он в составе советской команды завоевал серебряную медаль на чемпионате мира по лыжному спорту в лыжной эстафете 4x10 км.
На Зимней Олимпиаде 1956 года в составе советской команды завоевал золотую медаль в лыжной эстафете 4×10 км, также ему досталась бронзовая медаль в гонке на 50 км. В 1958 году в составе советской команды завоевал серебряную медаль на чемпионате мира по лыжному спорту в лыжной эстафете 4×10 км. В 1959 году на личном первенстве страны завоевал серебряную медаль в гонке на 50 км. В 1960 году на отборочных соревнованиях завоевал право на участие в Зимней Олимпиаде 1960 года, но не был включён в команду по возрасту (ему было 34 года). В марте 1960 года на чемпионате СССР Фёдор завоевал золотую медаль в эстафете 4×10 км и серебряную — в гонке на 30 км.
В 1957 году принял участие в первом чемпионате СССР по биатлону, проводившемся в формате «военизированной лыжной гонки» на 30 км со стрельбой по подвешенным шарам. На соревнованиях завоевал серебряную медаль.
В 1962 году стал чемпионом СССР в гонке на 50 км. В 1962 году поступил в Ленинградский институт физической культуры имени П. Ф. Лесгафта.
В 1963 на армейских соревнованиях под Ленинградом выиграл гонку на 30 км.
Трагически погиб 20 января 1963 года в Ленинграде. Похоронен на кладбище родного села Паданы в Карелии.

## Достижения
Олимпийский чемпион 1956 года в эстафете 4×10 км, 13-кратный чемпион СССР: 10 км (1953), 18 км (1954, 1955), 30 км (1954), 50 км (1954, 1962), эстафета 4×10 км (1951, 1952, 1953, 1954, 1955, 1956, 1960).

## Награды
- Орден «Знак Почёта» (27.04.1957) — «за успехи, достигнутые в деле развития массового физкультурного движения в стране, повышения мастерства советских спортсменов, и успешное выступление на международных соревнованиях»

## Память
- 10 октября 2005 года на родине Фёдора Терентьева был торжественно открыт памятник спортсмену[2].
- 28 июня 2011 года был открыт памятник в Петрозаводске на территории республиканского лыжного центра «Курган».
- 16 декабря 2012 года в Петрозаводске состоялось официальное открытие Республиканского спортивного комплекса «Курган» имени олимпийского чемпиона Фёдора Терентьева[3].